# Ferit (magnet)
Ferit (prema lat. ferrum: željezo) je elektrokeramički tehnički materijal, mješoviti oksid koji se sastoji od spoja željeznog(III) oksida (Fe2O3), s jednim ili dva oksida nekoga najčešće dvovalentnog metala (kobalt, mangan, magnezij, kadmij, olovo, bakar, nikal, cink, barij). Feriti su izrazitih magnetskih svojstava, feromagnetični poput željeza, ali s mnogostruko većom električnom otpornošću, pa se zato u njima gotovo ne stvaraju vrtložne struje. Svojstva im ovise o sastavu, pa neki imaju malu koercitivnu silu i strmu krivulju magnetizacije (na primjer Zn, Mn-feriti), a neki veliku koercitivnu silu i remanenciju (na primjer Ba-ferit). Obično se lako magnetiziraju i demagnetiziraju, vrlo su prikladni za primjenu u tehnici visokih frekvencija i upotrebljavaju se kao magnetski materijali za memorije elektronskih računala te za jezgre zavojnica, visokofrekventnih transformatora i magnetskih antena (takozvanih feritnih antena).

## Ferimagnetizam
Ferimagnetizam je pojava kod koje se magnetski momenti susjednih atoma ili iona u ograničenim područjima kristala (domena), koja su feromagnetska, međusobno poništavaju, slično nizu stalnih (permanentnih) magneta nasuprotnih orijentacija. Takve tvari, ponajviše feriti, odlikuju se velikom električnom otpornošću koja je uzrokovana prelascima elektrona na granicama domena, a na temperaturama višima od Curiejeve, kao i feromagnetične, prelaze u paramagnetične tvari.